# Faas Wilkes
Pour les articles homonymes, voir Wilkes.
Servaas Wilkes, dit Faas Wilkes, né le 13 octobre 1923 à Rotterdam et mort le 15 août 2006 dans la même ville, est un ancien footballeur international néerlandais qui jouait au poste d'attaquant.
Du fait de son statut de joueur professionnel, il resta inéligible pour l'équipe nationale entre 1949 et 1956.

## Carrière
- 1940-1949 : Xerxes  Pays-Bas
- 1949-1952 : Inter Milan  Italie
- 1952-1953 : Torino FC  Italie
- 1953-1956 : Valence CF  Espagne
- 1956-1958 : VVV Venlo  Pays-Bas
- 1958-1959 : Levante UD  Espagne
- 1959-1962 : Fortuna '54  Pays-Bas
- 1962-1964 : Xerxes Rotterdam  Pays-Bas

## Palmarès

### En club
Inter Milan
- Vice-champion d'Italie en 1951

 Valence CF
- Vainqueur de la Coupe d'Espagne en 1954.

### En sélection
- 38 sélections et 35 buts avec l'équipe des Pays-Bas entre 1946 et 1961.

## Galerie

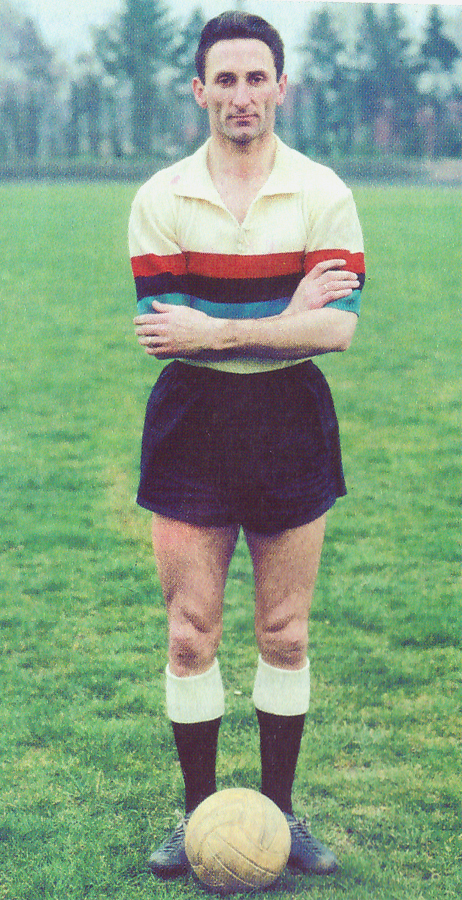
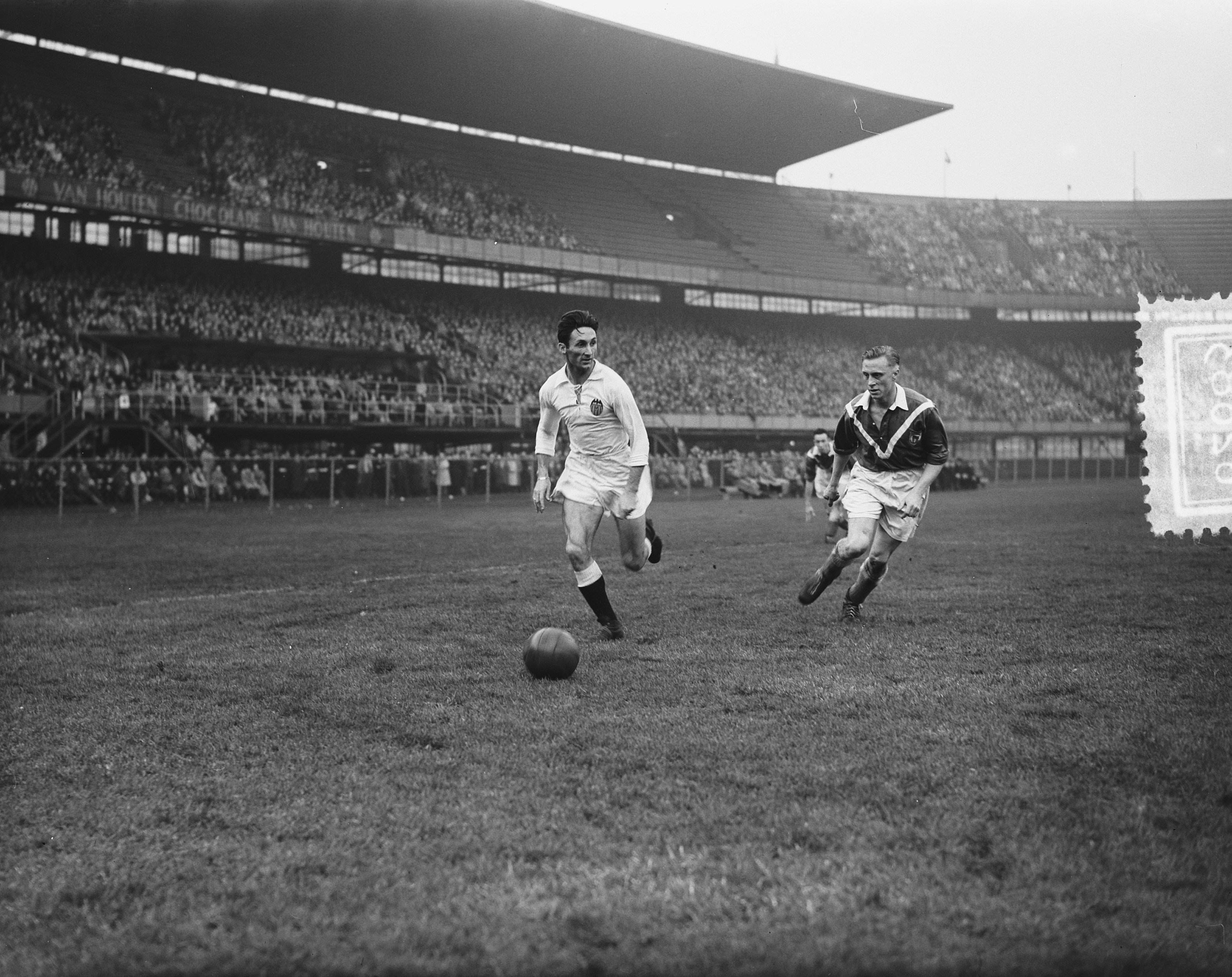
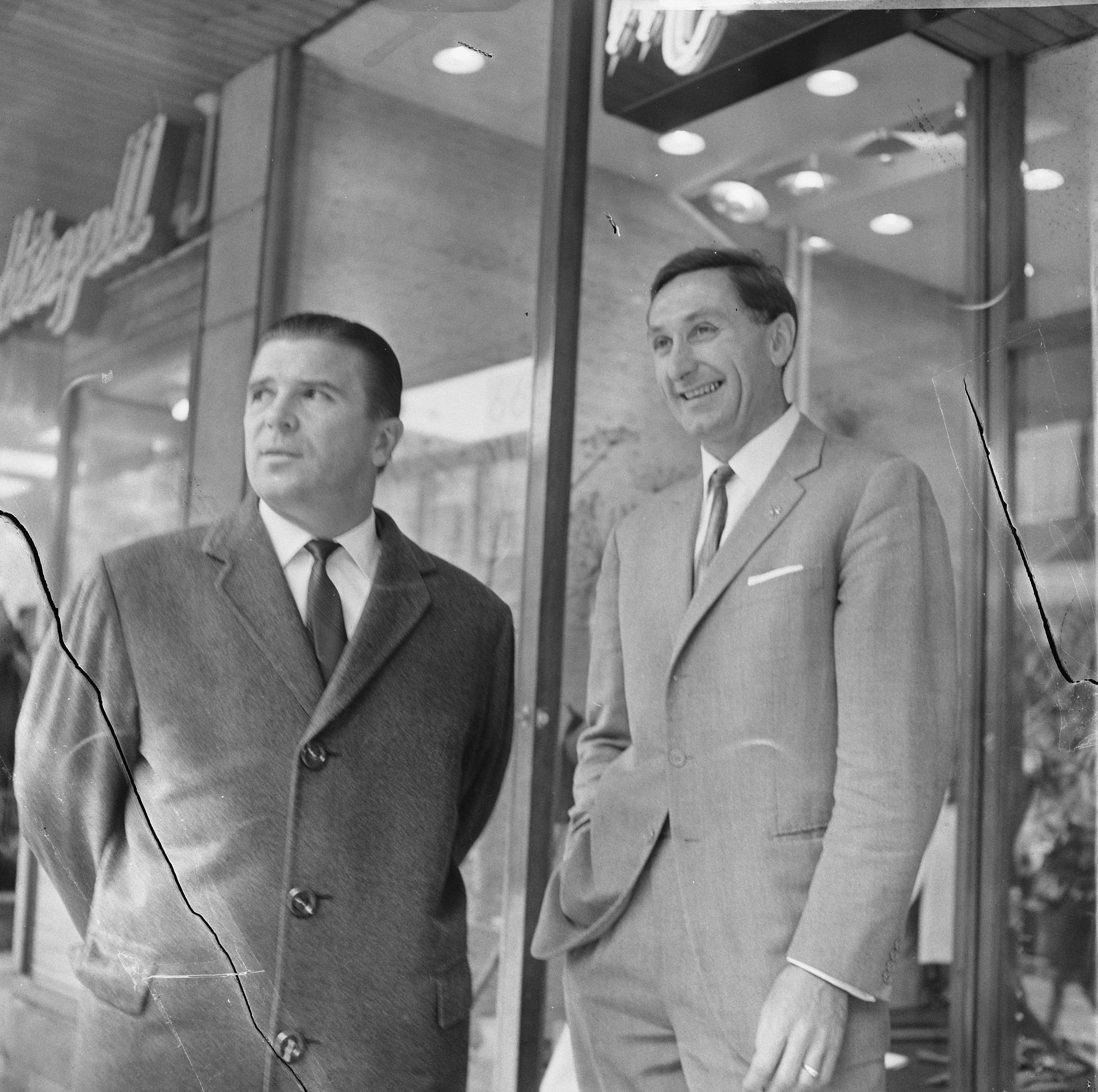
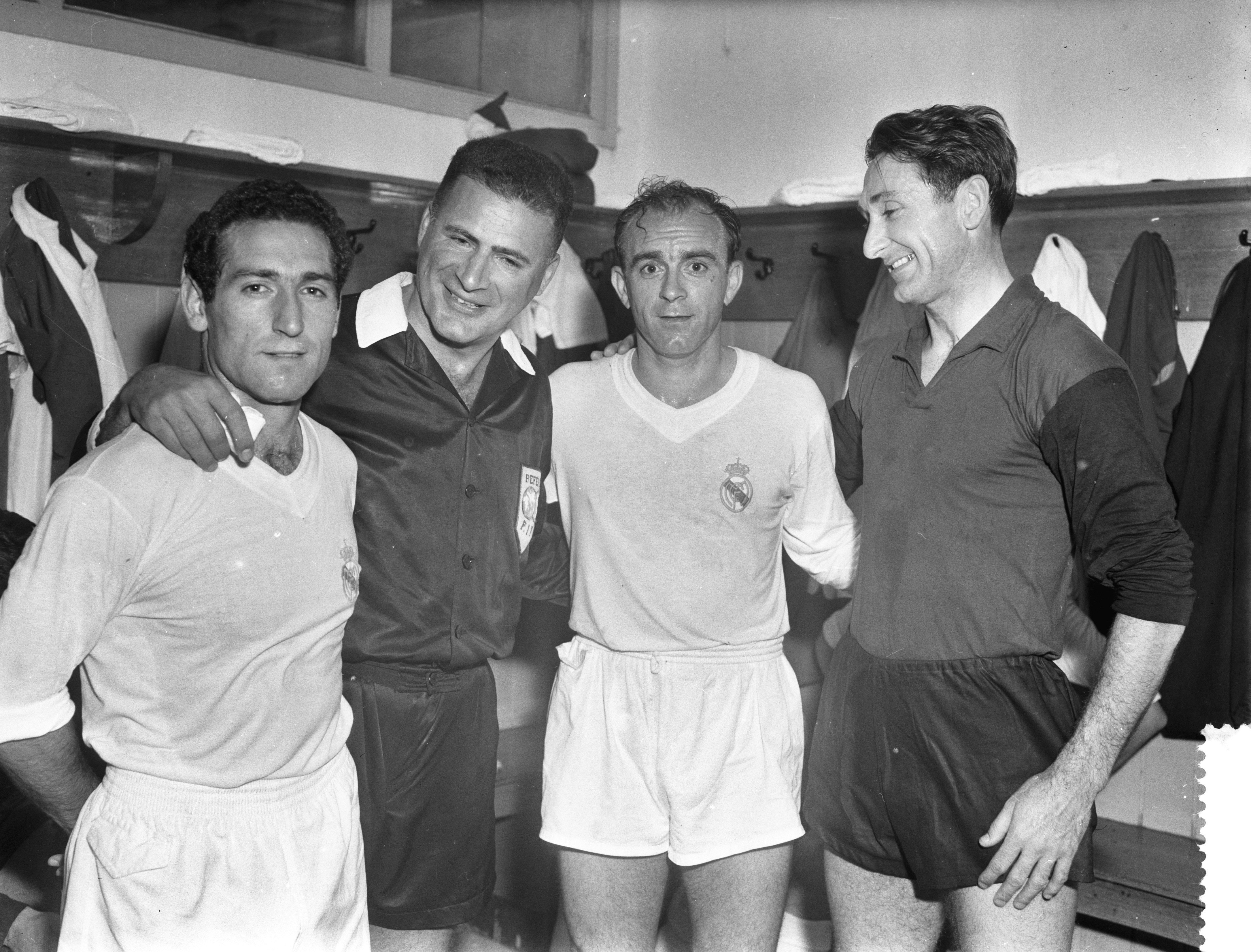
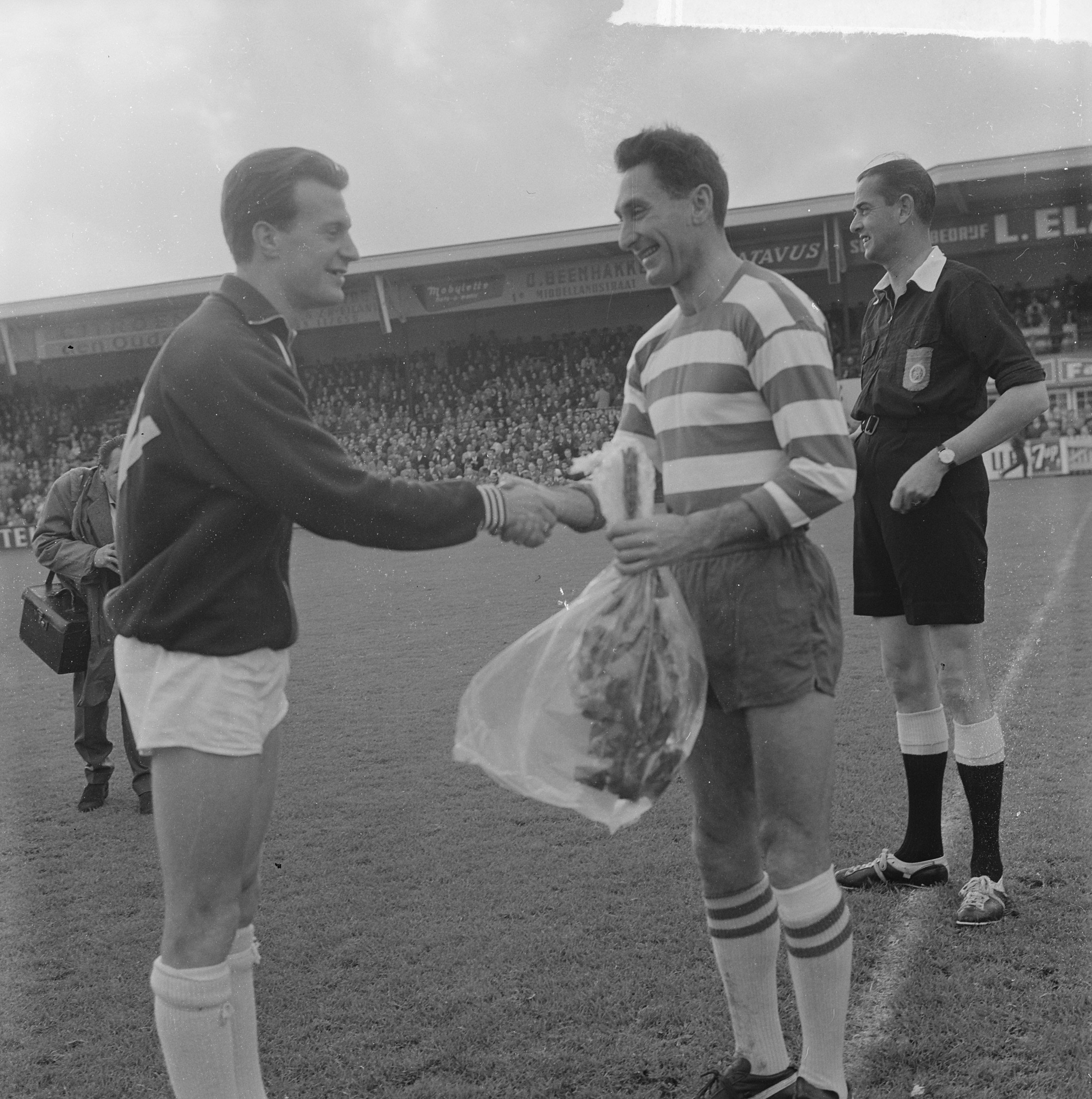
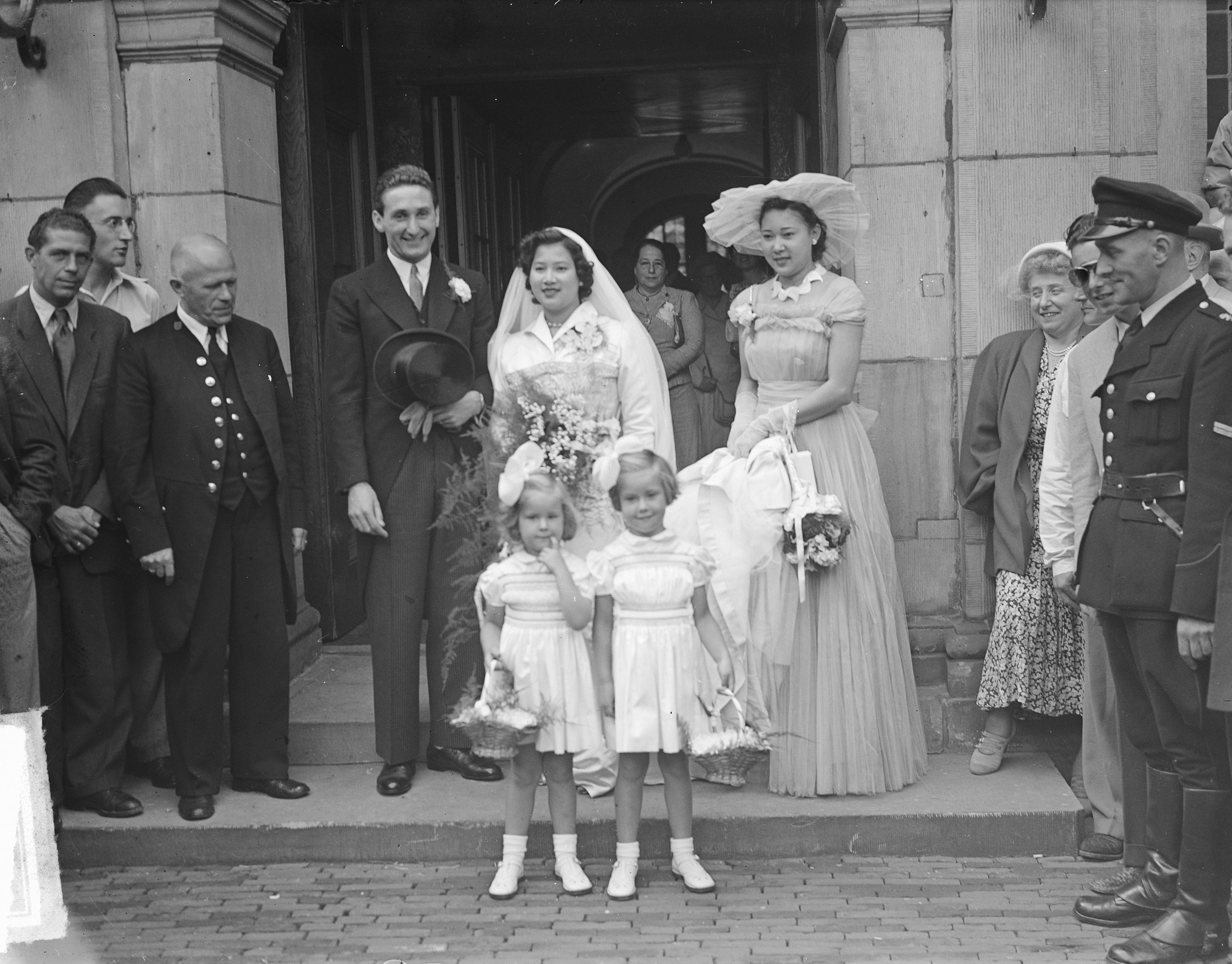
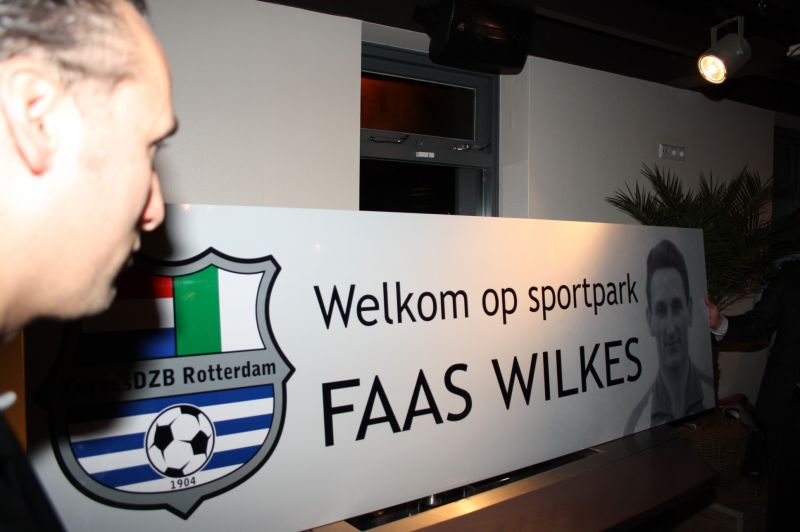
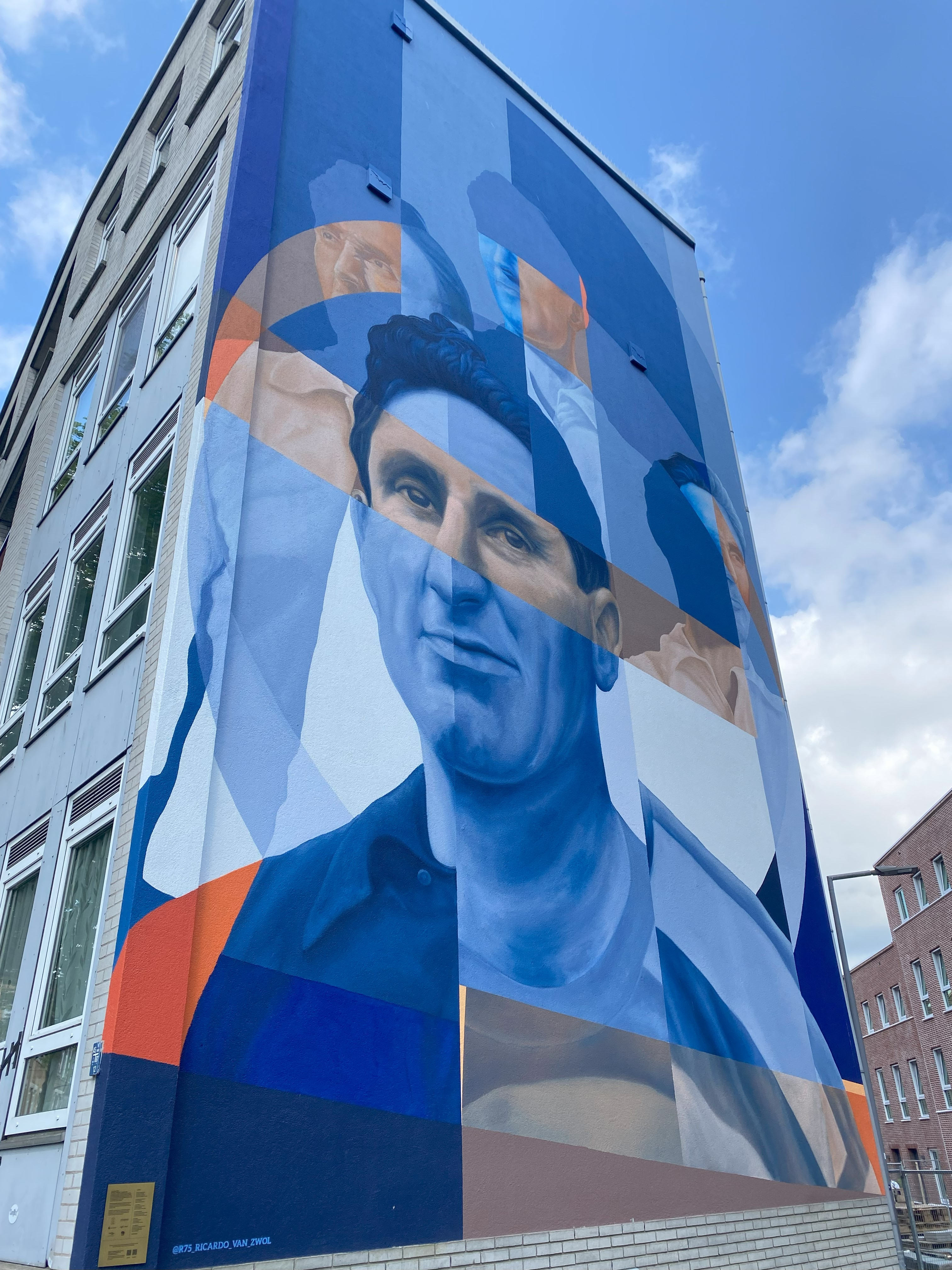